# Mar de Láptev
El mar de Láptev (en ruso, море Лаптевых) es un sector del océano Glacial Ártico, que se extiende por la costa oriental de Siberia, península de Taimir, la Tierra del Norte y las islas de Nueva Siberia. Su límite más septentrional está en el cabo Ártico para apuntar con las coordenadas 79°N y 139°E y se cierra en el cabo Anisiy. El mar de Kara queda al oeste, el mar de Siberia Oriental al este. La superficie de este mar es de aproximadamente 672.000 km². Es navegable durante los meses de agosto y septiembre.
El mar debe su nombre a los exploradores y primos rusos Dmitry Laptev y Khariton Laptev que realizaron campañas de reconocimiento de sus costas. Anteriormente, había sido conocido con varios nombres, siendo el último Mar de Nordenskiöld (en ruso: мо́ре Норденшёльда), en honor al explorador Adolf Erik Nordenskiöld primer navegante de la ruta norte.
El mar tiene un clima riguroso, con temperaturas inferiores a 0 °C (32 °F) durante más de nueve meses al año, baja salinidad del agua, escasez de flora, fauna y población humana, y poca profundidad (en su mayoría, menos de 50 metros). Está helado la mayor parte del tiempo, aunque suele estar despejado en agosto y septiembre.
Las orillas del mar estuvieron habitadas durante miles de años por tribus indígenas de Yukaguiros y luego Evens y Evenks, que se dedicaban a la pesca, la caza y la cría de renos. Posteriormente fueron colonizados por Yakutos y más tarde por rusos. Las exploraciones rusas de la zona comenzaron en el siglo XVII. Llegaron desde el sur a través de varios grandes ríos que desembocan en el mar, como el destacado río Lena, el Khatanga, el Anabar, el Olenyok, el Omoloy y el Yana. En el mar hay varias decenas de islas, muchas de las cuales contienen restos bien conservados de mamuts.
Administrativamente, sus riberas pertenecen al Krai de Krasnoyarsk y a la república de Sajá.

## Geografía
El mar de Laptev está situado frente a la costa de Siberia Oriental y está delimitado, al este, por las costas orientales de la península de Taimir y las islas de Tierra del Norte, que lo separan del mar de Kara; al oeste, por las islas de Nueva Siberia, que lo separan del mar de Siberia Oriental; al sur, por la costa norte de Siberia Central; y, al norte, su límite es una línea trazada a partir del cabo Ártico, que discurre por la isla Komsomolets hasta el punto de coordenadas 79°N y 139°E y se cierra en el cabo Anisiy, al este.
Este mar recibe las aguas del río Lena, el principal río de la Siberia Oriental (con 4.313 km es uno de los más largos de Rusia, que forma un gran delta en su desembocadura. Un poco más al oeste, bordeando la península de Taimir, está el largo estuario del río Khatanga. Estas dos formas de estuario son indicativas de los cambios en las corrientes causadas por los ríos de Siberia en el mar de Láptev y determinan en gran parte el clima local. Al oeste del río Lena, a unos 80 km, desagua el río Oleniok (2.292 km) y más al oeste lo hace el río Anabar. Al este del Lena, también desaguan el río Omoloy y el río Yana.
Los principales golfos de la costa del mar Laptev son el golfo de Khatanga, el golfo de Oleniok, el golfo de Buor-Jaya y la bahía del Yana.
Ocupa una superficie de aproximadamente 672.000 km², lo que, por superficie, lo sitúa como el 36. mar del mundo. Su profundidad media es de 50 m, mientras que su profundidad máxima es de 3.385 m. Es navegable durante los meses de agosto y septiembre.

## Historia
En 1712, Yakov Permyakov y su compañero Merkury Vagin exploraron la parte oriental del mar de Laptev y descubrieron la isla Gran Lyakhovsky. Permyakov y Vagin fueron asesinados en el camino de regreso por los miembros amotinados de la expedición.
En 1735, el explorador ruso de Siberia Vasili Pronchishchev navegó desde Yakutsk al río Lena en su balandro Yakutsk. Exploró la costa oriental del delta del Lena y se detuvo para invernar en la desembocadura del río Olenyok. Lamentablemente muchos de los miembros de su tripulación cayeron enfermos y murieron, debido principalmente al escorbuto. Pese a todas las dificultades, llegó a la costa oriental de la península de Taimyr en 1736 y se dirigió al norte cartografiando su costa. Pronchishchev y su esposa María (también conocida como Tatyana Feodorovna) sucumbieron al escorbuto y murieron en el camino de regreso.
Durante 1739-42, en el marco de la segunda expedición a Kamchatka, el explorador del ártico ruso y vicealmirante Dmitry Laptev describió la costa desde la desembocadura del río Lena, a lo largo de los golfos Buor-Khaya y del río Yana, hasta el estrecho que ahora lleva su nombre, estrecho de Laptev. Como parte de la misma expedición, un primo de Dmitry, Jaritón Laptev, lideró una campaña de reconocimiento de la costa de la península de Taimyr, partiendo de la desembocadura del río Khatanga.
En 1892-94, y nuevamente en 1900-02, el barón Eduard Toll exploró el mar de Laptev en el curso de dos expediciones. Toll llevó a cabo estudios geográficos y geológicos en la zona en nombre de la Academia Imperial de Ciencias de Rusia. En su última expedición Toll desapareció frente a las islas de Nueva Siberia en circunstancias misteriosas.
Durante la época soviética, las zonas costeras del mar de Laptev experimentaron un limitado auge debido a los primeros convoyes de rompehielos que navegaban la Ruta del Mar del Norte y por la creación de la Dirección de la Ruta del Mar del Norte. Tiksi tuvo un activo aeropuerto y el puerto de Nordvik, al oeste, se convirtió en una «creciente ciudad».
Después de la desintegración de la Unión Soviética, la navegación comercial en el Ártico siberiano entró en declive en el decenio de 1990. Transporte marítimo más o menos regular solamente se encuentra partiendo de Múrmansk hasta Dudinka, en el oeste; y entre Vladivostok y Pevek, en el lejano este del país. Los puertos entre Dudinka y Pevek están próximos a ver desaparecer toda navegación. Logashkino y Nordvik fueron abandonados y ahora son pueblo fantasma.

## Clima
A menudo barrido por fuertes vendavales, ventiscas y tormentas de nieve, el mar de Láptev está sometido a un clima riguroso en invierno, y no es raro que la niebla y la nieve también aparezcan en verano. El mar se hiela durante la mayor parte del año y es navegable entre agosto y septiembre, aunque el uso de rompehielos permite alcanzar durante todo el año el principal puerto de este mar, Tiksi, situado cerca de la boca del Lena.

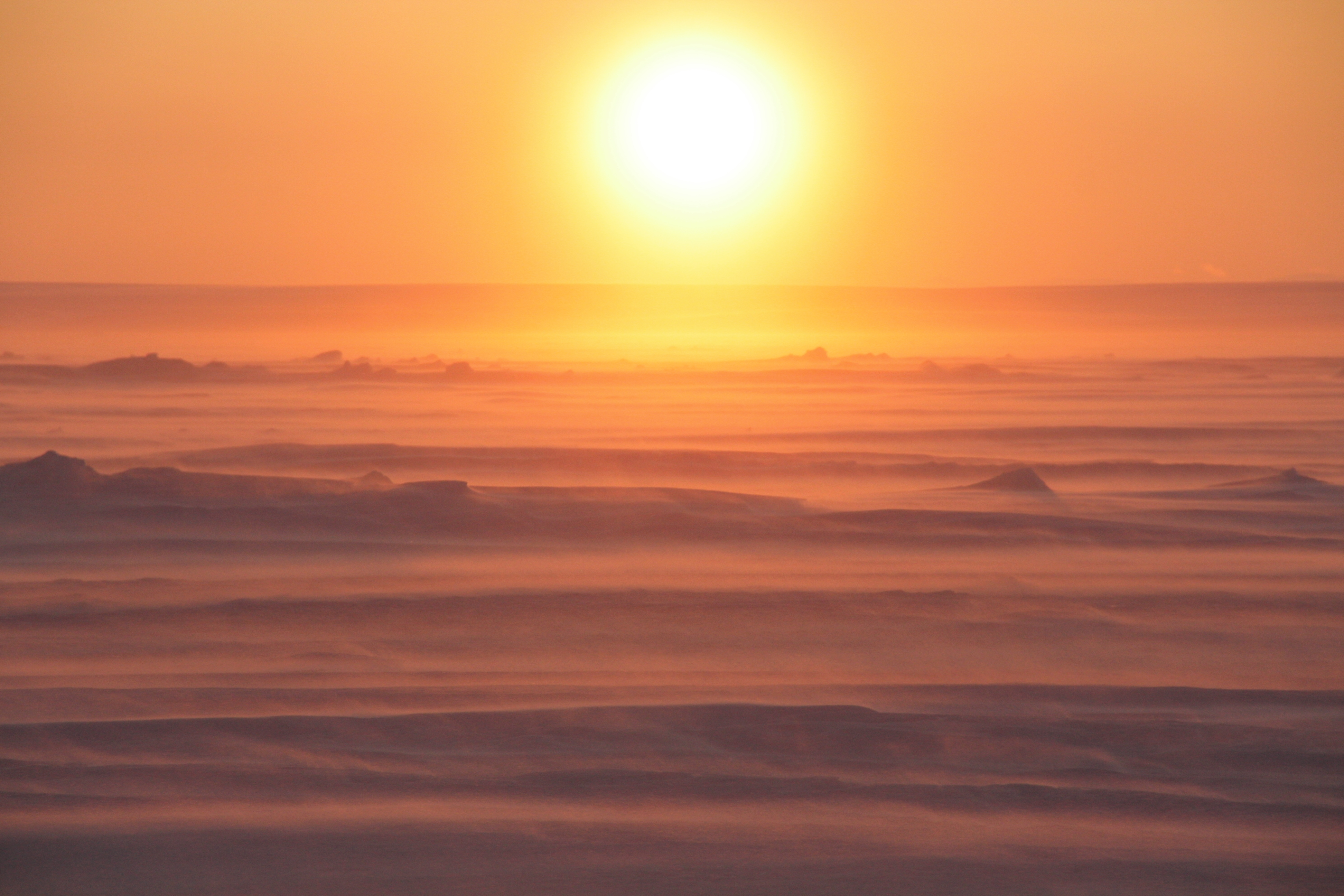
Mar de Láptev. La puesta de sol.
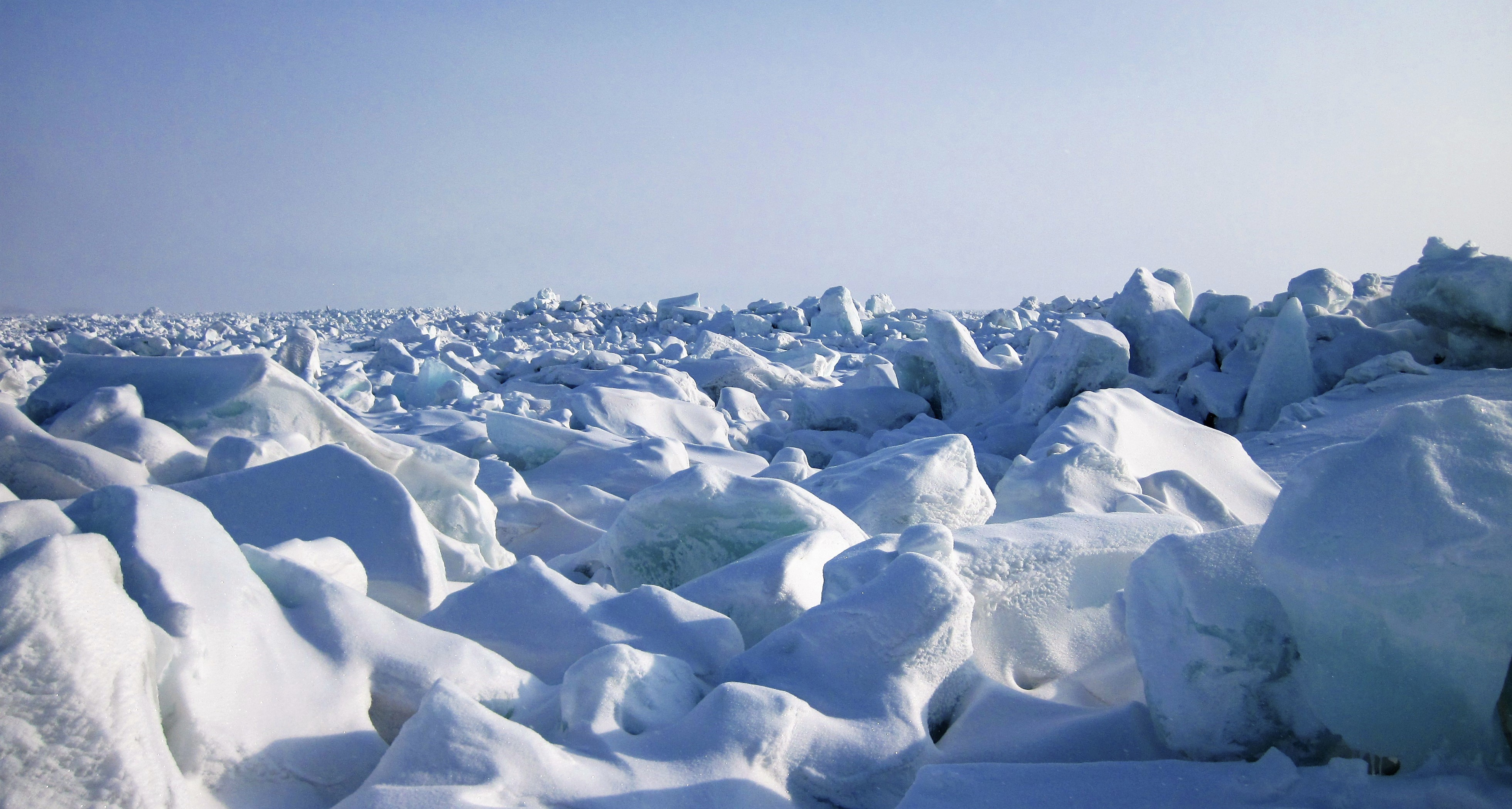
Mar de Láptev. Bancos de hielo árticos.
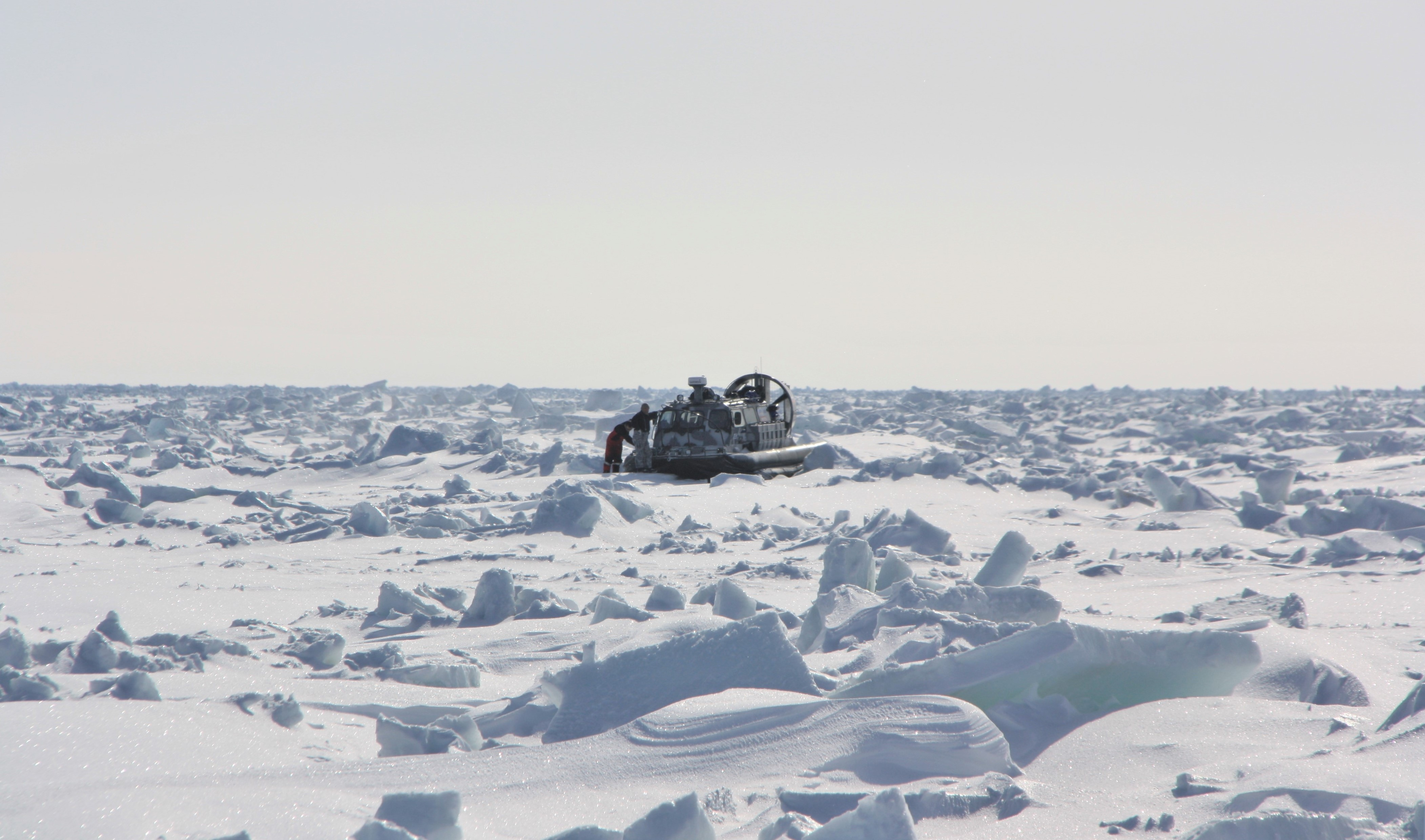
El cortador sobre un cojín de aire Hivus-10 en el mar de Láptev

## Hielo

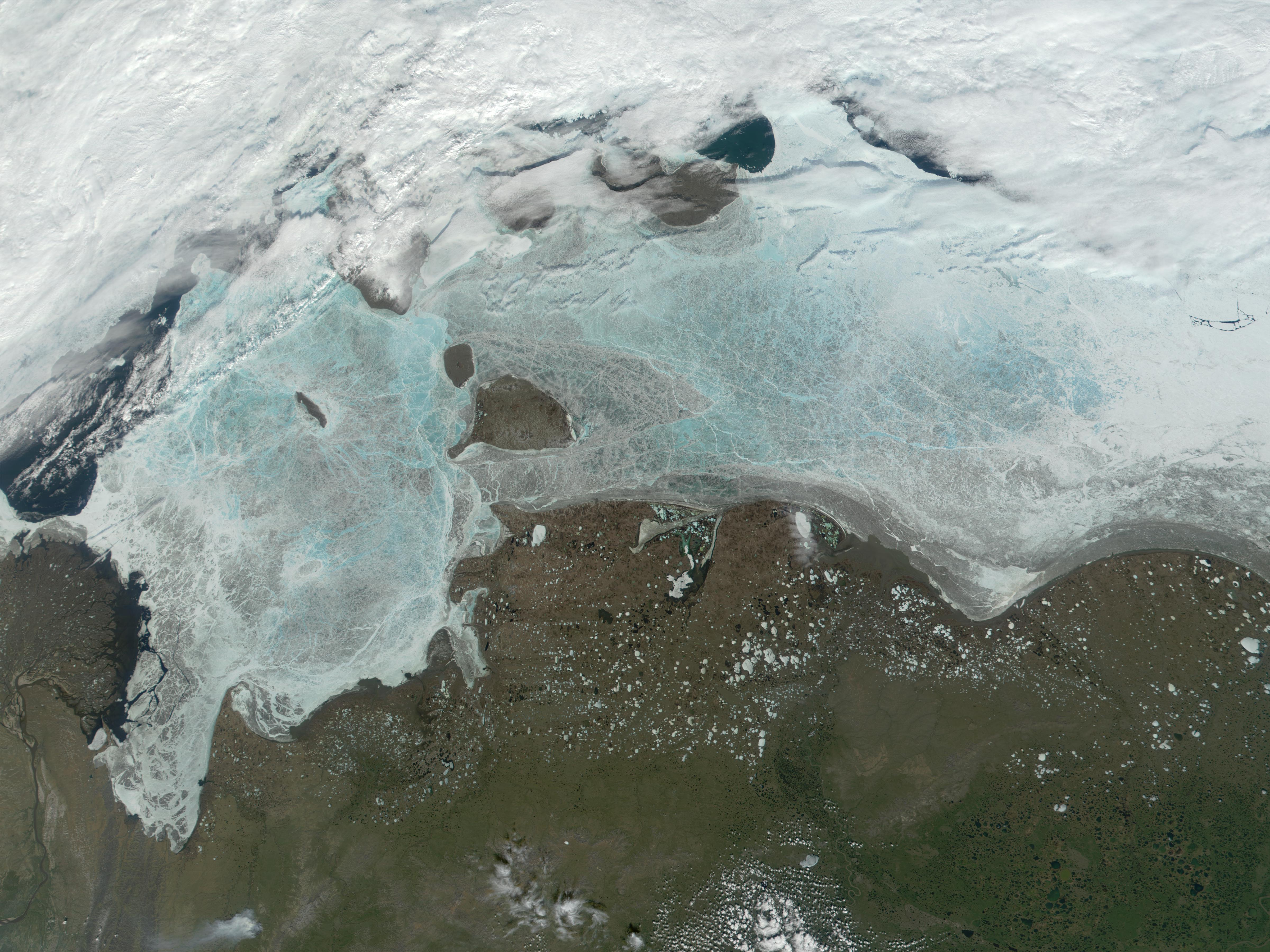
El mar helado de Laptev. El adelgazamiento del hielo revela el color del agua azul y verde. Las islas de Nueva Siberia están cerca del centro y la Gran Polinia siberiana está en la parte izquierda de la imagen..

El mar de Laptev es una fuente importante de hielo marino ártico. Con un flujo de salida promedio de 483 000 km² por año durante el período 1979-1995, aporta más hielo marino que el Mar de Barents, Mar de Kara, Mar de Siberia Oriental y Mar de Chukchi combinados. Durante este período, la salida anual fluctuó entre 251 000 km² en 1984–85 y 732 000 km² en 1988–89. El mar exporta cantidades sustanciales de hielo marino en todos los meses excepto en julio, agosto y septiembre.
Por lo general, la formación de hielo comienza en septiembre en el norte y en octubre en el sur, aunque ha comenzado progresivamente más tarde debido al cambio climático provocado por los humanos. En 2020 Siberia experimentó un calor récord y la formación no comenzó hasta finales de octubre, marcando el inicio más tardío jamás registrado. La formación de hielo da lugar a una gran capa continua de hielo, con un espesor de hasta 2 metros (2,2 yd) en la parte sureste del mar, así como cerca de la costa. La capa costera termina a una profundidad de 20-25 m, a varios cientos de kilómetros de la costa, por lo que el hielo costero cubre el 30% de la superficie marina. El hielo se desplaza hacia el norte de esta franja costera, y varias polynyas se forman por los vientos cálidos del sur que hay alrededor. Tienen varios nombres, como la Gran Polinia Siberiana, y pueden extenderse a lo largo de muchos cientos de kilómetros. La capa de hielo suele empezar a derretirse desde finales de mayo hasta principios de junio, creando aglomerados de hielo fragmentado en el noroeste y sureste y dejando a menudo al descubierto restos de los mamuts. La formación de hielo varía de un año a otro, con el mar despejado o completamente cubierto de hielo.

## Hidrología
El mar se caracteriza por las bajas temperaturas del agua, que van desde −1,8 grados Celsius (28,8 °F) en el norte hasta −0,8 grados Celsius (30,6 °F) en las partes sureste. La capa de agua media es más cálida, hasta 1,5 °С porque es alimentada por las cálidas aguas del Atlántico. Les lleva entre 2,5 y 3 años llegar al mar de Laptev desde su formación cerca de Spitsbergen. La capa más profunda es más fría a unos −0,8 °С. En verano, la capa superficial en las zonas libres de hielo se calienta con el sol hasta 8–10 °С en las bahías y 2–3 °С en mar abierto, y permanece cerca de 0 °С bajo el hielo. La salinidad del agua se ve significativamente afectada por el deshielo y la escorrentía de los ríos. Este último asciende a unos 730 km³ y formaría una capa de agua dulce de 135 cm sobre todo el mar; es el segundo más grande del mundo después del Mar de Kara. Los valores de salinidad varían en invierno de 20 a 25‰ (partes por mil) en el sureste a 34‰ en la parte norte del mar; disminuye en verano a 5–10‰ y 30–32‰ respectivamente.
La mayor parte de la escorrentía de los ríos (alrededor del 70% o 515 km³/año) proviene del río Lena. Otras contribuciones importantes son de Khatanga (más de 100 km³), Olenyok (35 km³), Yana (más de 30 km³) y Anabar (20 km³), con otros ríos aportando unos 20 km³. Debido a la temporada de derretimiento del hielo, alrededor del 90 % de la escorrentía anual ocurre entre junio y septiembre, con un 35–40 % solo en agosto, mientras que enero aporta solo el 5 %.
Las corrientes marinas forman un ciclón formado por la corriente del sur, cerca de Severnaya Zemlya, que alcanza la costa continental y la recorre de oeste a este. A continuación, es amplificada por la corriente del río Lena y se desvía hacia el norte y el noroeste en dirección al océano Ártico. Una pequeña parte del ciclón se filtra a través del estrecho de Sannikov hacia el mar de Siberia Oriental. El ciclón tiene una velocidad de 2 cm/s que disminuye hacia el centro. El centro del ciclón deriva con el tiempo lo que altera ligeramente el carácter del flujo.
Las mareas son en su mayoría semidiurnas (suben dos veces al día), con una amplitud media de 0,5 metros (0,5 yd). En el golfo de Játanga puede alcanzar los 2 m debido a la forma de embudo del golfo. Esta marejada es perceptible hasta la inusual distancia de 500 km hasta el río Játanga - la marejada se amortigua a una distancia mucho menor en otros ríos del mar de Laptev.
Las variaciones estacionales del nivel del mar son relativamente pequeñas - el nivel del mar sube hasta 40 cm (15,7 plg) en verano cerca de los deltas de los ríos y baja en invierno. Los cambios inducidos por el viento se observan durante todo el año, pero son más frecuentes en otoño, cuando los vientos son fuertes y constantes. En general, el nivel del mar sube con los vientos del norte y baja con los del sur, pero dependiendo de la zona, la amplitud máxima se observa para una dirección del viento específica (por ejemplo, oeste y noroeste en la parte sureste del mar). Sus amplitudes medias son de 1-2 m y pueden superar los 2,5 metros (2,7 yd) cerca de Tiksi.
Debido a la debilidad de los vientos y a la poca profundidad de las aguas, el mar es relativamente tranquilo y las olas no suelen superar los 1 metro (1,1 yd). En julio-agosto se observan olas de hasta 4-5 m cerca del centro del mar, y pueden llegar a 6 metros (6,6 yd) en otoño.

## Flora y fauna

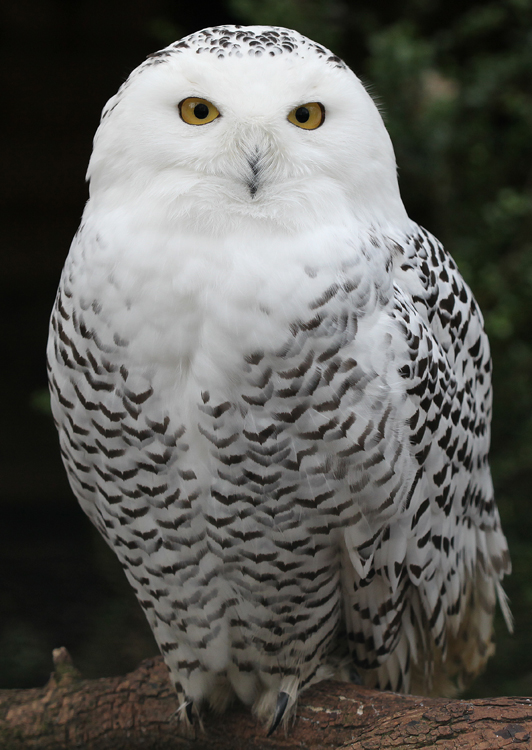
Búho nival.

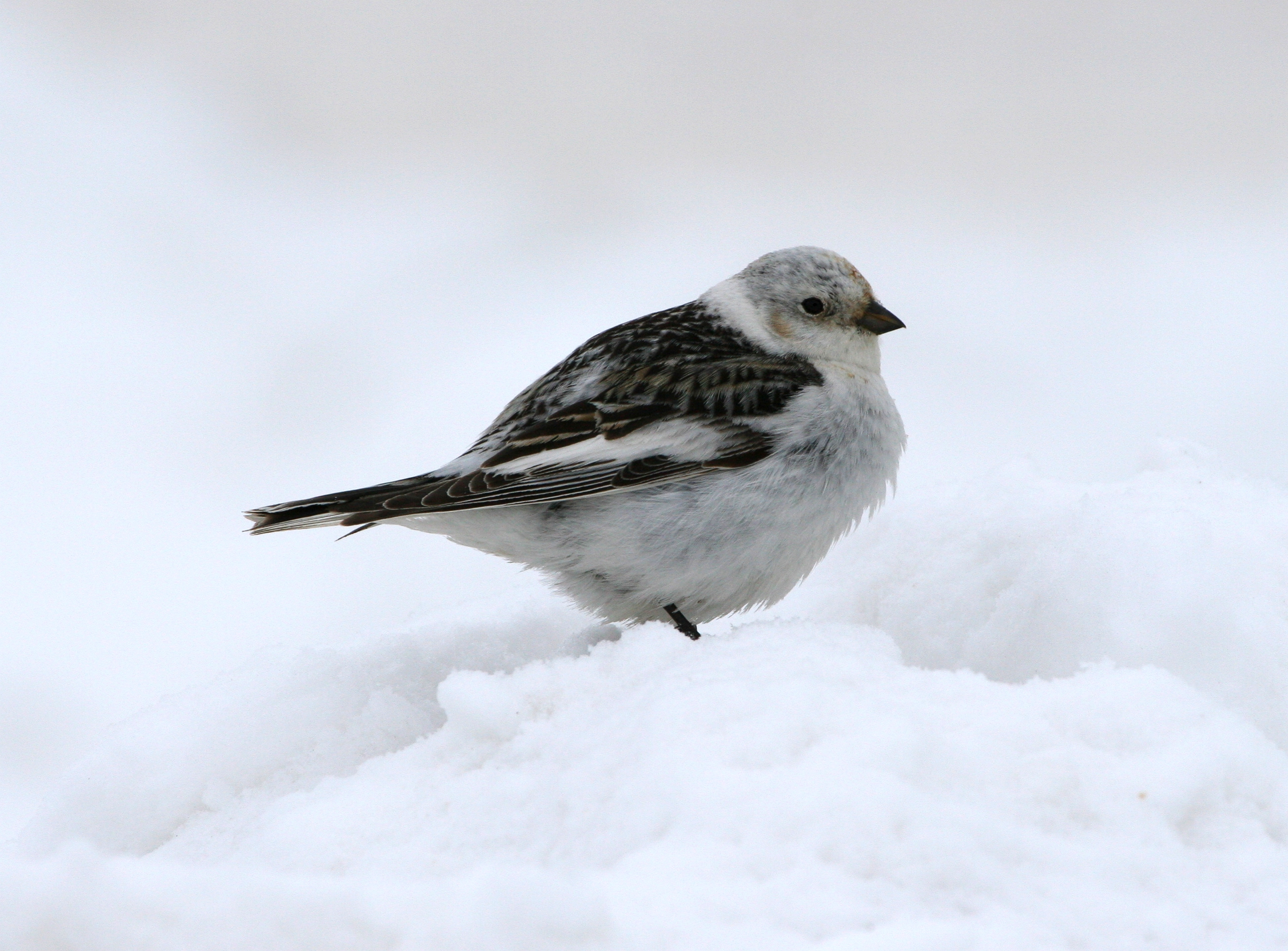
Escribano nival.

Tanto la flora como la fauna son escasas debido a la dureza del clima. La vegetación marina está representada principalmente por diatomeas, con más de 100 especies. En comparación, el número de especies de algas verdes, algas verdeazuladas y flagelados es de unas 10 cada una. El fitoplancton es característico de las aguas salobres y tiene una concentración total de unos 0,2 mg/L. Hay unas 30 especies de zooplancton con una concentración que alcanza los 0,467 mg/L. La flora costera se compone principalmente de musgos y líquenes y algunas plantas con flores, como Amapola ártica (Papaver radicatum), Saxifraga, Draba y pequeñas poblaciones de sauces polares (Salix polaris) y rastreros (Salicaceae). Entre las plantas vasculares raras se incluyen especies de Cerastium y Saxifraga. Las plantas no vasculares incluyen los géneros de musgo Detrichum, Dicranum, Pogonatum, Sanionia, Bryum, Orthothecium y Tortura, así como los géneros de líquenes Cetraria, Thamnolia, Cornicularia, Lecidea, Ochrolechia y Parmelia.
Las especies de mamíferos permanentes incluyen foca anillada (Phoca hispida), foca barbuda (Erignathus barbatus), foca arpa (Pagophilus groenlandicus), ternero marino (Phoca vitulina), morsa (Odobenus rosmarus), lemming de collar (Dicrostonyx torquatus), zorro ártico (Alopex lagopus), reno (Rangifer tarandus) lobo (Canis lupus), armiño (Mustela erminea), liebre ártica (Lepus timidus) y oso polar (Ursus maritimus), mientras que las belugas (Delphinapterus leucas) visitan la región de forma estacional. La morsa del mar de Laptev se distingue a veces como una subespecie separada Odobenus rosmarus laptevi, aunque esta atribución es cuestionada. Hay varias decenas de especies de aves. Algunas pertenecen a especies permanentes (de tundra), como el escribano nival (Plectrophenax nivalis), el andarríos morado (Calidris maritima), el búho nival (Bubo scandiacus) y el ánsar careto y otras forman grandes colonias en las islas y costas marinas. Entre estos últimos se encuentran alca común (Alle alle), gaviota tridáctila (Rissa tridactyla), arao negro (Cepphus grylle), gaviota marfil (Pagophila eburnea), uria, charadriiformes y gaviota glauca (Larus hyperboreus). Entre otras especies de aves se encuentran skua, sterna, fulmar boreal, (Fulmarus glacialis), gaviota marfil (Pagophila eburnea), gaviota glauca (Larus hyperboreus), gaviota de Ross (Rhodostethia rosea), malvasía rabilarga (Clangula hyemalis), eider, colimbo y urogallo de los sauces ('Lagopus lagopus). Hay 39 especies de peces, en su mayoría típicos del entorno del brasco; los principales son grayling y Coregonus (peces blancos), como muksun (Coregonus muksun), pescado blanco ancho ( Coregonus nasus) y omul (Coregonus autumnalis). También son comunes sardina, cisco del ártico, cisco de Bering, eperlano europeo, bacalao azafrán, bacalao polar, platija  y Arctic char y inconnu.
En 1985, se estableció la Reserva Natural Ust-Lena en el delta (de en ruso: устье – ust, que significa delta) del río Lena con un área de 14.300 km². En 1986, las islas de Nueva Siberia se incluyeron en la reserva. La reserva alberga numerosas plantas (402 especies), peces (32 especies), aves (109 especies) y mamíferos (33 especies).